# فهرست سفیران ایران در لیبی
روابط سیاسی ایران و لیبی از ۹ دی ۱۳۴۶ برقرار گردید.

## پهلوی
- مرتضی قدیمی (سفیر ایران در تونس و اکردیته در لیبی) ۱۳۴۷ - ۲۴ آذر ۱۳۵۱

قطع روابط از ۱۳۵۱ تا انقلاب در پی اختلاف بر سر جزایر سه‌گانهٔ ابوموسی، تنب بزرگ و کوچک

## جمهوری اسلامی
- سید علی خرم (کاردار) نیمهٔ دوم مهر ۱۳۵۹ - ۱۳۶۰
- مهدی شاملو محمودی (سفیر) دی ۱۳۶۰ - ؟
- محمدرضا باقری (کاردار)
- محمدرضا نوری شاهرودی (سفیر) تیر ۱۳۶۹ - تیر ۱۳۷۵
- سید محمدکاظم اسدی خوانساری
- محمد منهاج (سفیر ویژه) (۱۳۷۹ - ۱۳۸۳)
- حسین جابری انصاری
- علی‌اصغر ناصری (در آغاز سرپرست) (سفیر) از اسفند ۱۳۸۸ تا ۱۳۹۰
- حسین اکبری ۱۳۹۰ - ۱۳۹۴
- محمدرضا رئوف شیبانی سفیر آکردیته (غیرمقیم)  بهمن ۱۳۹۹ تا ۱۴۰۲
- عین الله سوری[۱][۲] (در آغاز سرپرست) (سفیر) از ۱۴۰۲ تاکنون